# 三善清行
三善 清行（みよし の きよゆき/きよつら）は、平安時代前期の公卿・漢学者。淡路守・三善氏吉の子。官位は従四位上・参議、贈正二位。
正義感に溢れた経世家で権威に屈せず、そのために官位が停滞したと言われている。

## 経歴
巨勢文雄に師事。大学寮に入って紀伝道を修め、貞観15年（873年）文章生、翌年には文章得業生を経て、陽成朝の元慶5年（881年）対策を受験するが不第となる。この時の問頭博士が菅原道真で、後に事あるごとに道真と対立することになる。また紀長谷雄等代々の文章博士との激しい論争でも知られる。翌元慶7年（883年）改判により丁第で及第し、元慶8年（884年）大学少允に任官する。
仁和2年（886年）少内記に任ぜられると、仁和3年（887年）従五位下・大内記に叙任され、光孝朝から醍醐朝前期にかけて内記を務める。仁和4年（888年）の阿衡事件（阿衡の紛議）に際しては藤原佐世・紀長谷雄と共に所見を述べ、橘広相の説を退けた。寛平5年（893年）備中介となり地方官を務めるが、ここで地方社会の実情を知り、政治の生きた理念を学んだ。
昌泰3年（900年）文章博士に任ぜられる。このころ宇多天皇の寵を受けるも左大臣・藤原時平と対立し朝廷内で孤立を深めつつあった右大臣・菅原道真に対し、清行は書簡を呈して引退を勧告したが、道真は長年の確執からこれを退けてしまう。ただし、書簡を受け取るまえ道真は既に幾度も、学業に専念したいので政治家を引退したい、と宇多天皇に上申していたが、悉く却下されている。やがて清行の危惧はあたり、昌泰4年（901年）昌泰の変が発生し、道真は大宰員外帥に左遷されてしまった。なおこの時、清行は時平に対して、道真の関係者全てを連座の対象とすると、道真の祖父清公以来の門人が全て処罰の対象となり朝廷が機能停止に陥る事を指摘し、処分を道真の親族と宇多上皇の側近のみに留めたことや、清行が道真の嫡男・高視の失脚で後任の大学頭に就いたことから、清行の政変への関与も指摘されている。延喜3年（903年）式部少輔を兼ね三職兼帯の栄誉に浴す。
陰陽天文に明るく、昌泰4年（901年）は讖緯説による辛酉革命の年に当たると指摘し、「延喜」への改元を提唱して革命勘文・辛酉改元の端緒を開く。その後も、延喜4年（904年）従四位下、延喜5年（905年）式部権大輔、延喜14年（914年）式部大輔、延喜15年（915年）従四位上と文人として昇進を続ける。この間、延喜5年（905年）より藤原時平らとともに『延喜格式』の編纂に参加したほか、延喜14年（914年）朝廷の求めに応じて『意見封事十二箇条』を上奏し、備中介としての経験を踏まえて、崩れつつある律令制の実態を述べ、主に地方政治と官人・学生処遇の改善を求めたが、もはや朝廷に国政改革の意志はなく、意見の大部分は採用されなかった。
延喜17年（917年）参議兼宮内卿に任ぜられて公卿に列した。延喜18年（918年）12月7日卒去。享年72。最終官位は参議宮内卿従四位上。

## 人物
主著に『円珍和尚伝』『藤原保則伝』『意見封事十二ヶ条』など。漢詩文に優れる。奇談を集めた『善家秘記』がある。

## 官歴
注記のないものは『公卿補任』による。
- 貞観15年（873年） 春：文章生（字・三耀）
- 貞観16年（874年） 日付不詳：文章得業生
- 貞観19年（877年） 2月29日：越前権少目
- 元慶4年（880年） 正月11日：播磨権少目
- 元慶5年（881年） 4月25日：対策（不第）
- 元慶7年（883年） 5月：改判（丁第）
- 元慶8年（884年） 正月11日：大学少允
- 仁和2年（886年） 正月16日：少内記
- 仁和3年（887年） 正月7日：従五位下。 2月2日：大内記
- 寛平3年（891年） 正月30日：肥後介
- 寛平5年（893年） 正月11日：備中介（受領）
- 寛平8年（896年） 正月7日：従五位上
- 寛平9年（897年） 日付不詳：辞備中介（秩満）
- 昌泰3年（900年） 2月20日：兼刑部大輔。5月15日：兼文章博士、内記如元
- 昌泰4年（901年） 正月：兼伊勢権介。3月15日：兼大学頭
- 延喜2年（902年） 正月7日：正五位下
- 延喜3年（903年） 2月26日：兼式部少輔（三職兼帯）
- 延喜4年（904年） 正月7日：従四位下。5月28日：去大学頭
- 延喜5年（905年） 正月11日：式部権大輔兼備中権守、文章博士如元
- 延喜6年（906年） 閏12月17日：兼備中守
- 延喜10年（910年） 正月以前：辞文章博士
- 延喜14年（914年） 4月22日：式部大輔
- 延喜15年（915年） 正月7日：従四位上
- 延喜17年（917年） 正月29日：参議。5月20日：兼宮内卿
- 延喜18年（918年） 正月13日：兼播磨権守。12月7日：卒去（参議宮内卿従四位上）[3]

## 系譜
- 父：三善氏吉[4]
- 母：佐伯氏の娘[4]
- 生母不明の子女
  - 八男：浄蔵（891-964）
  - 男子：日蔵